# 彼得里托利
彼得里托利（義大利語：Petritoli），是意大利费尔莫省的一个市镇。总面积23.76平方公里，人口2501人，人口密度105.3人/平方公里（2009年）。ISTAT代码为044058。